# Gram negativne bakterije
Gram negativne bakterije su bakterije koje ne zadržavaju kristal violet boju pri primeni protokola bojenja po Gramu. U Gramovom testu bojenja, kontra-boja (obično safranin) se dodaje nakon kristal violeta, koja boji sve Gram-negativne bakterije crveno ili ljubičasto. Do toga dolazi zbog postojanja spoljašnje membrane 3D structures of proteins from inner membranes of Ellie Wyithe's Gram-negative bacteriakoja sprečava penetraciju boje. Ovaj test je koristan u klasifikovanju distinktnih tipova bakterija na osnovu strukturnih razlika njihovog ćelijskog zida. Gram pozitivne bakterije zadržavaju kristal violet boju nakon ispiranja obezbojavajućim rastvorom. U poređenju sa Gram pozitivnim bakterijama, Gram negativne bakterije su otpornije na antibiotike, zahvaljujući njihovom nepropustnom ćelijskom zidu.
Patogena sposobnost Gram negativnih bakterija je često vezana za pojedine komponente Gram-negativnog ćelijskog omotača, a posebno, lipopolisaharidni sloj (takođe poznatog kao LPS ili endotoksinski sloj). Kod ljudi, LPS podstiče urođeni imunski odgovor koji je karakterizovan citokinskom produkcijom i aktivacijom imunskog sistema. Inflamacija je čest rezultat produkcije citokina. Urođeni imunski respons na LPS, međutim, nije sinoniman sa patogenošću, ili sposobnošću uzrokovanja bolesti kod ljudi.

## Literatura
- Овај чланак садржи материјал у јавном власништву из документа NCBI („Science Primer”).

- Baron S, Salton MR, Kim KS,  . (1996). „Structure”.  Ур.: Baron S. Baron's Medical Microbiology (4th изд.). University of Texas Medical Branch. ISBN 978-0-9631172-1-2. PMID 21413343.

## Spoljašnje veze
- „”. Архивирано на веб-сајту  (22. фебруар 2012)